# Oezjhorod (rajon)
De rajon Oezjhorod (Oekraïens: Ужгородський район; Hongaars: Ungvári járás) is een rajon van de Oekraïense oblast Transkarpatië. Het administratieve centrum is te vinden in de stad Oezjhorod. De rajon beslaat 2359,5 km². De rajon is verdeeld in 64 gemeenten, exclusief stadgemeente: Oezjhorod en inclusief de steden Tsjop en Peretsjyn.
De rajon bestaat sinds 2020, het voorgaande rajon was veel kleiner. De huidige rajon bestaat uit de vroegere rajons Oezjhorod, Peretsjyn en Velikji Bereznji.

## Bevolking
De nieuwe rajon heeft 255.800 inwoners. (28.211 Velikji Bereznji, 32.026 Peretsjyn, 74.399 Oezjhorod (rajon) en de stad Oezjhorod 115.000).
Het oude rajon had in 2001 74.399 inwoners. Hiervan was 33,4% Hongaarstalig (24.822 personen). De Hongaren wonen in de zuidelijke delen van de rajon en vormden in 16 van de voormalige gemeenten in het oude rajon meer dan 70% van de bevolking. In 33 dorpen wonen Hongaren. (Zie: Hongaarse minderheid in Oekraïne)
De Oekraïners vormden in het oude rajon 58,4% van de bevolking (43.489 personen) en wonen in de noordelijke delen van het rajon. Daarnaast is er een Romaminderheid en wonen er Russen en Slowaken.

## Bestuur
Bij de instelling van het nieuwe rajon werden op 25 oktober 2020 verkiezingen gehouden. In de raad van het rajon zijn 42 zetels te verdelen.
De volgende partijen zijn verkozen:
- In dienst van het volk - 8 zetels (19,3%)
- Onze geboortegrond Transkarpatië - 7 zetels (15,3%)
- Thuis - 6 zetels (14,21%)
- KMKSZ - UMP - 6 zetels (Culturele coalitie van Hongaren in Transkarpatië - Oekraïens Hongaarse Partij) (13,54%)
- Europese Solidariteit - 5 zetels
- Voor de toekomst - 4 zetels
- Platform Oppositie / Voor het leven - 3 zetels
- Groep Andrij Baloga - 3 zetels

## Gemeenten in de rajon Oezjhorod
In 2020 zijn in Oekraïne nieuwe gemeenten gevormd (Hromada). Het rajon Oezjhorod bestaat uit de volgende 14 gemeenten:
- Baranyntsi (Баранинці)
- Holmok (12 874 inwoners, 2640 personen (20,4 %)behorend tot de Hongaarse minderheid in Oekraïne).
- Dubrynytsji-Malyj Beresnyj
- Kostryna
- Oezjhorod
- Onokiwzi
- Peretsjyn
- Serednje
- Sjoerte (8720 inwoners - 6183 Hongaren (70,9% )
- Stawne
- Tsjop (15 169 inwoners -7888 Hongaren (52%)
- Turji Remety
- Veliki Dobron (10 870 inwoners - 9452 Hongaren (86,9%)
- Veliki Beresnyj

Voormalige gemeenten:
- Esenj
- Haloch
- Koritnjani
- Mala Dobron
- Paladj-Komarivtsi
- Rativtsi
- Solomonovo
- Solovka
- Tarnivci
- Tysaasjvan
- Tsjervone
- Veliki Heivtsi

## Hongaarse minderheid
Onderstaande gemeenten zijn degene met een Hongaars karakter.
- Holmok (Holmok, Koritnjani, Tarnivci, Storozhnytsia) 12 874 inwoners 20,4% Hongaars – 2640 personen
- Sjoerte (Sjoerte, Rativtsi, Haloch, Paladj-Komarivtsi, Veliki Heivtsi) 8720 inwoners, 6183 Hongaren (70,9%)
- Tsjop (Tsjop, Solomonovo, Tsjervone, Tysaasjvan, Solovka, Esenj) 15 169 inwoners, 7888 Hongaren (52%)
- Veliki Dobron (Veliki Dobron, Mala Dobron, Tsjomonin) 10 870 inwoners waarvan 9452 Hongaren (86,9%)

## Kernen
Het rajon bestaat uit 65 kernen. Er is een stedelijke kern (Serednje) en daarnaast zijn er 64 plattelandskernen. In totaal zijn er 35 gemeenten.

### Stedelijke kern
- Serednje (Середнє, Szerednye)

### Plattelandskernen
| - Alsószlatina (Нижнє Солотвино) - Andrásháza (Андріївка) - Antalóc (Анталовці) - Árok (Ярок) - Bacsó (Чабанівка) - Baranya (Баранинці) - Bátfa (Батфа) - Börvinges (Барвінок) - Botfalva (Ботфалва) - Cigányos (Циганівці) - Csarondahát (Червоне) - Császlóc (Часлівці) - Dimicső (Демечі) - Eszeny (Есень) - Felsődomonya (Оноківці) - Felsőszlatina (Верхня Солотвина) - Haloch (Hongaars: Gálocs) (Галоч) - Hegyfark (Підгорб) - Horlyó (Худльово) - Kereknye (Коритняни) - Ketergény (Розівка) - Kincses (Кінчеш) | - Kincseshomok (Холмок) - Kisdobrony (Мала Добронь) - Kiseszeny (Петрівка) - Kisgejőc (Малі Геївці) - Kisszelmenc (Малі Селменці) - Kistéglás (Тийглаш) - Köblér (Кибляри) - Koncháza (Концово) - Korláthelmec (Холмець) - Lehóc (Ляхівці) - Mélyút (Глибоке) - Mynaj (Минай) - Nagydobrony (Велика Добронь) - Nagygajdos (Гайдош) - Nagygejőc (Великі Геївці) - Nagyláz (Великі Лази) - Nevicke (Невицьке) - Ókemence (Кам'яниця) - Őrdarma (Сторожниця) - Oroszgejőc (Руські Геївці) - Oroszkomoróc (Руські Комарівці) | - Palágykomoróc (Паладь-Комарівці) - Palló (Палло) - Patakos (Пацканьово) - Rahonca (Оріховиця) - Rát (Ратівці) - Sislóc (Шишлівці) - Szalóka (Соловка) - Sztripa (település) (Стрипа) - Szürte (Сюрте) - Tiszaágtelek (Тисаагтелек) - Tiszaásvány (Тисаашвань) - Tiszasalamon (Соломоново) - Tiszaújfalu (Тисауйфалу) - Ungcsertész (Чертеж) - Unggesztenyés (Лінці) - Unghosszúmező (Довге Поле) - Unghuta (Гута) - Ungordas (Вовкове) - Ungsasfalva (Ірлява) - Ungtarnóc (Тарнівці) - Ungtölgyes (Дубрівка) |